# Famille Mimerel
Cette page explique l’histoire ou répertorie les différents membres de la famille Mimerel.
La famille Mimerel est une famille subsistante d'ancienne bourgeoisie, originaire d'Amiens, capitale de la Picardie, et dont plusieurs membres se sont illustrés tant dans les arts, qu'en politique ou dans l'industrie.
Une de ses branches, désormais éteinte, fut anoblie en recevant le titre de comte sous le Second Empire.

## Filiation simplifiée

### De Pierre à Antoine Mimerel
- Pierre Mimerel, né vers 1535 et mort avant 1590, épouse Barbe Tarbé vers 1560. De cette union naissent trois[2] enfants, Jacques, Fursy et Jehan.
  - Jacques Mimerel, né à Proyart vers 1563, reçu maître-menuisier le 26 août 1581, mort le 10 novembre 1619. À la suite de son second mariage le 8 mars 1604 avec Jehanne Cholette, Jacques donne naissance à une lignée de sculpteurs lyonnais : son fils Jacques Mimerel, né à Amiens le 16 février 1608, graveur et sculpteur de la ville de Lyon (titre reçu en 1654) et son petit-fils Louis. On leur doit de nombreuses œuvres, telles « la Vierge de Mimerel »[3] et de nombreuses sculptures classées à l'inventaire des monuments historiques[4],[5].
  - Fursy Mimerel, né à Proyart vers 1567, reçu maître-menuisier le 19 décembre 1588, épouse Marie Lejosne.
    - Jehan Mimerel, né à Amiens le 28 décembre 1593, maître menuisier à Amiens le 17 mai 1607 épouse à Amiens le 10 avril 1612 Charlotte Vignon.
      - Charles Mimerel, né à Amiens le 12 mars 1615, maître menuisier à Amiens le 13 janvier 1631 épouse à Amiens le 10 octobre 1645 Marie Legrand.
        - Firmin Mimerel, né à Amiens le 19 février 1657, mort à Amiens le 16 décembre 1742, bourgeois d'Amiens, marchand de toiles, premier juge consul d'Amiens en 1706, échevin de 1710 à 1712, épouse à Amiens le 21 septembre 1682 Marie-Jeanne de Bécourt.
          - Pierre François Mimerel, né à Amiens le 6 janvier 1684, mort à Saint-Amand-Montrond le 27 décembre 1756, banquier à Paris en 1720, fit faillite sous les agissements de John Law, épouse à Paris le 27 mai 1720, Marie Catherine Toupiolle.
            - Philippe Mimerel (1740-1797), cavalier de la maréchaussée et bourgeois de Saint-Amand-Monrond, épouse en 1776 à Saint-Amand Marguerite Fayoux de Fayolle (1748-1797), d'où descendance contemporaine agnatique[6].

          - Antoine Mimerel, né à Amiens le 12 avril 1685, reçu maître mercier joaillier le 18 mars 1709, mort à Amiens le 16 décembre 1744), marchand, consul en 1721, marguillier de Saint-Rémy, greffier de la cour des monnayes, épouse à Roye (Somme) le 31 décembre 1709 Marie Langlet
            - Vincent Mimerel, né à Amiens le 31 mars 1721, mort à Soissons en 1800, marchand drapier, juge consul en 1755, ruiné à la Révolution, épouse à Soissons vers 1745 Anne Niqué.
              - Antoine Firmin Nicolas Mimerel, né à Amiens le 12 novembre 1750 et mort à Amiens le 28 octobre 1828, marchand drapier, élu juge consul d'Amiens en 1786, changeur du roi, reçu maître des Trois Corps réunis le 16 juin 1767, marguillier de Saint-Firmin de Castillon, ruiné à la Révolution, refuse les fonctions de juge au tribunal de commerce. Il épouse le 18 octobre 1779 à Frévent (Pas-de-Calais) Florence Le Bas, sœur du conventionnel et ami de Robespierre Philippe-François-Joseph Le Bas. De ce mariage naîtront neuf enfants en seize ans.

  - Jehan né en 1575, maître hucher à Proyat, reçu maître menuisier le 12 décembre 1596, et marié en 1604 à Jehanne Lapostolle qui lui donnera dix enfants.

### Descendance d'Antoine Firmin Nicolas Mimerel
- Antoine Firmin Nicolas Mimerel épouse Florence Le Bas.
  - Charles Antoine Bernard Mimerel, né à Amiens  le 5 avril 1785 et mort à Paris le 11 janvier 1864, avocat près de la cour royale de Rouen, juge de paix à Roubaix de 1829 à 1838, puis avocat à la cour d'appel de Paris, épouse à Roubaix le 11 juin 1820 Adèle Delaoutre, dont :
    - Floris Mimerel, né à Rouen le 20 décembre 1821 et mort à Paris le 13 mars 1882, avocat au Conseil d'État et à la Cour de cassation.
      - Antoine Floris Eugène Mimerel, né à Paris le 10 mars 1854 et mort à Paris le 27 décembre 1939. Avocat à la Cour de cassation, président de l'ordre de l'Ordre des avocats au Conseil d'État et à la Cour de cassation. Il fut président du conseil d'administration de la société anonyme immobilière du Moulin Vert, cité-jardin de Vitry-sur-Seine. Il eut quatre fils dont trois moururent durant la Première Guerre mondiale, dont descendance contemporaine.

  - Pierre Auguste Rémy Mimerel, industriel et homme politique français, né à Amiens  le 1er juin 1786 et mort le 16 avril 1871 dans son château de Roubaix. Il est le pionnier de l'organisation syndicale du patronat français en ayant fondé en 1842 le « Comité de l'industrie », dont le journaliste Roger Priouret, historien du patronat français, écrit qu'il était « aussi représentatif de l’industrie de l’époque que le sera le CNPF un siècle plus tard »[7]. Il reçut le titre de Comte héréditaire par décret impérial du 21 mars 1866.
    - Antoine Auguste Édouard, Comte Mimerel, né à Paris le 13 mars 1812, chevalier de la Légion d'honneur[8], mort à Roubaix le 2 mars 1881, fils du précédent. Contrairement à la tradition du patronat roubaisisien, il n'épousa pas une Roubaisienne, mais la Lilloise Laure Henriette Marie Anne Scrive, scellant ainsi une alliance avec l'une des plus importantes familles industrielles de Lille, la ville « ennemie »[9].
      - Antoine Auguste Armand, Comte Mimerel, né à Roubaix le 11 janvier 1839, chevalier de la Légion d'honneur[10], mort à Roubaix le 30 novembre 1889, fils du précédent. Il épouse à Lille le 7 juillet 1863 Julie Émilie Tripier, dont il aura deux enfants Laure et Armand Florimond Joseph Auguste. Ce dernier, né à Roubaix le 28 juillet 1867, chevalier de la Légion d'honneur[11], mort à Paris le 13 juin 1928 fut le commissaire général et organisateur du pavillon de Corée à l'Exposition universelle de 1900. Il épousa à Paris le 10 décembre 1894 Marie Agnès de Gosselin, qui périt le 4 mai 1897 dans l'incendie du Bazar de la Charité, rue Jean Goujon à Paris. Il épouse en secondes noces à Paris le 16 février 1915 son infirmière d'origine canadienne, Winifred-Cécile Cochois Mac Cabe. Il meurt à Paris le 13 juin 1928. Après une première vente de miniatures et émaux en janvier et avril 1910 à l'Hôtel Drouot[12],[13],[14],[15], sa veuve - sans postérité - met en vente les 15 et 16 février 1939 à l'Hôtel Drouot tous les biens de la famille dans de célèbres ventes aux catalogues impressionnants[16],[17],[18],[19].

  - Antoine Henri Mimerel, né à Amiens  le 11 novembre 1788 et mort à Lagny-sur-Marne le 26 janvier 1867. De son mariage à Amiens le 17 avril 1822 avec  Françoise Élisabeth Stéphanie Durand, naîtront quatre enfants dont le dernier Henry Antoine Mimerel, né à Amiens le 11 mars 1823 et mort à Toulouse le 3 août 1912 épousera à Merles (Tarn-et-Garonne) le 8 novembre 1864 Gabrielle Antoinette Marie Rose de Beauquesne, parents de Antoinette Élisabeth Germaine Mimerel qui épousera Léon Grégoire.
  - Armand Florimond Mimerel, né à Amiens le 26 juillet 1790 et mort à Roubaix le 31 octobre 1857. Commandeur de la Légion d'honneur[20], médaillé de Sainte-Hélène, ancien élève de l'École polytechnique promotion 1809, ingénieur de la Marine à Paris en 1837, directeur des constructions navales de Brest en 1844[21], il fit les plans d'abattage de l'obélisque de Louxor.

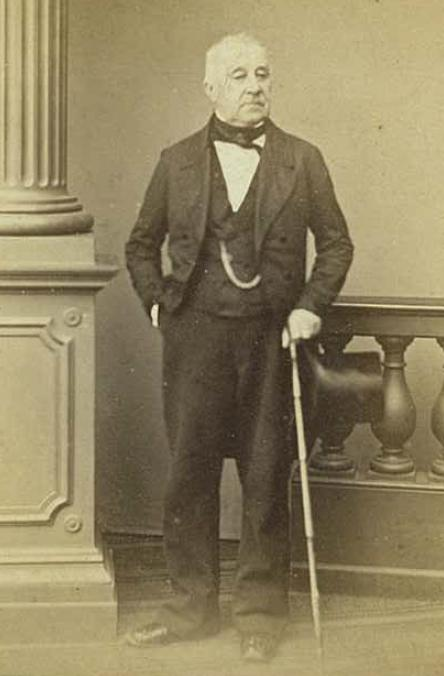
Antoine Henry Mimerel (1788-1867)
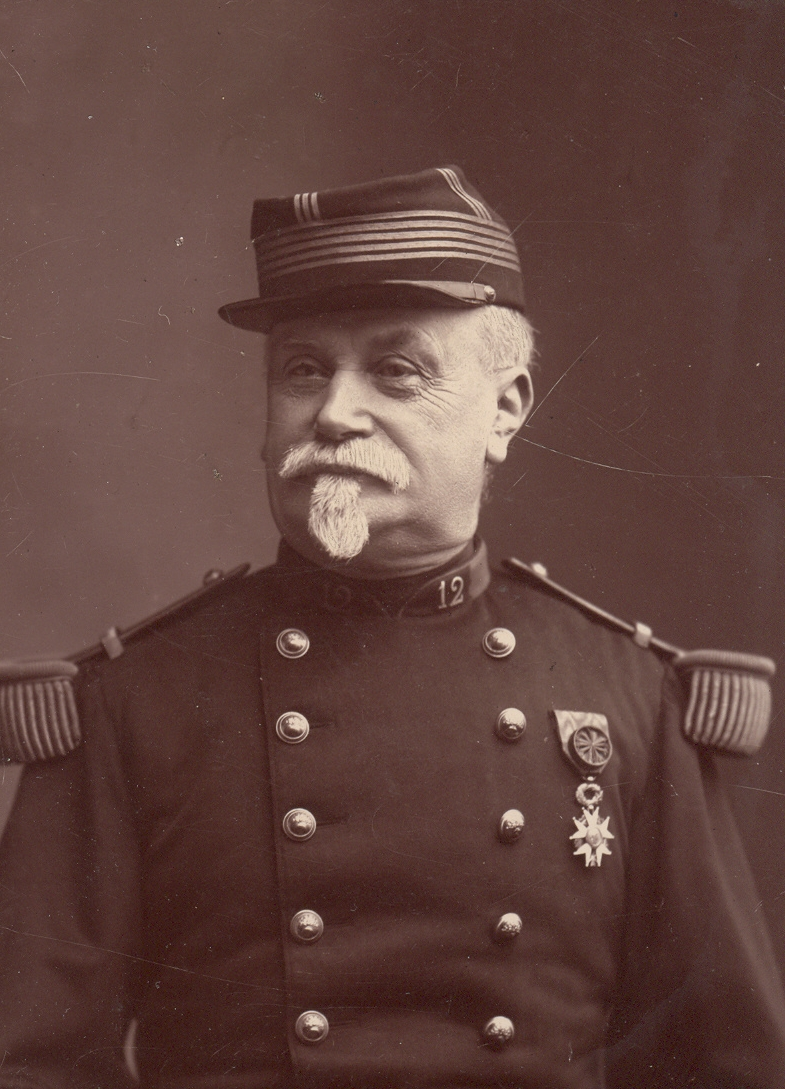
Henri Mimerel (1823-1912) son fils (colonel)
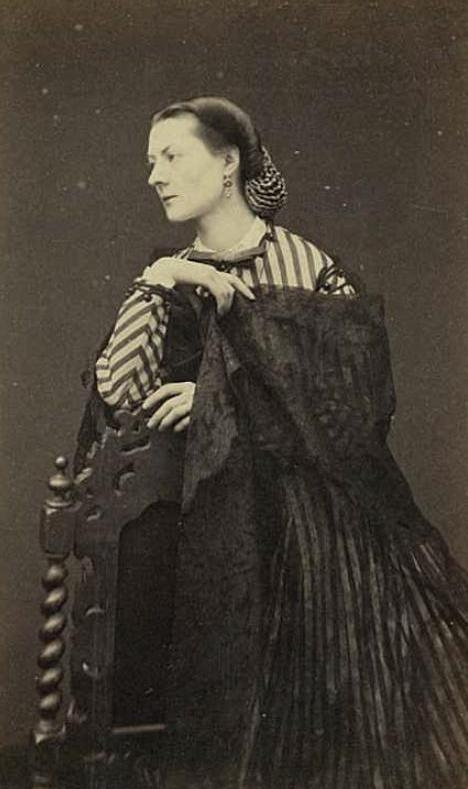
Gabrielle de Beauquesne (1835-1900), la femme d'Henri Mimerel

## Hommages

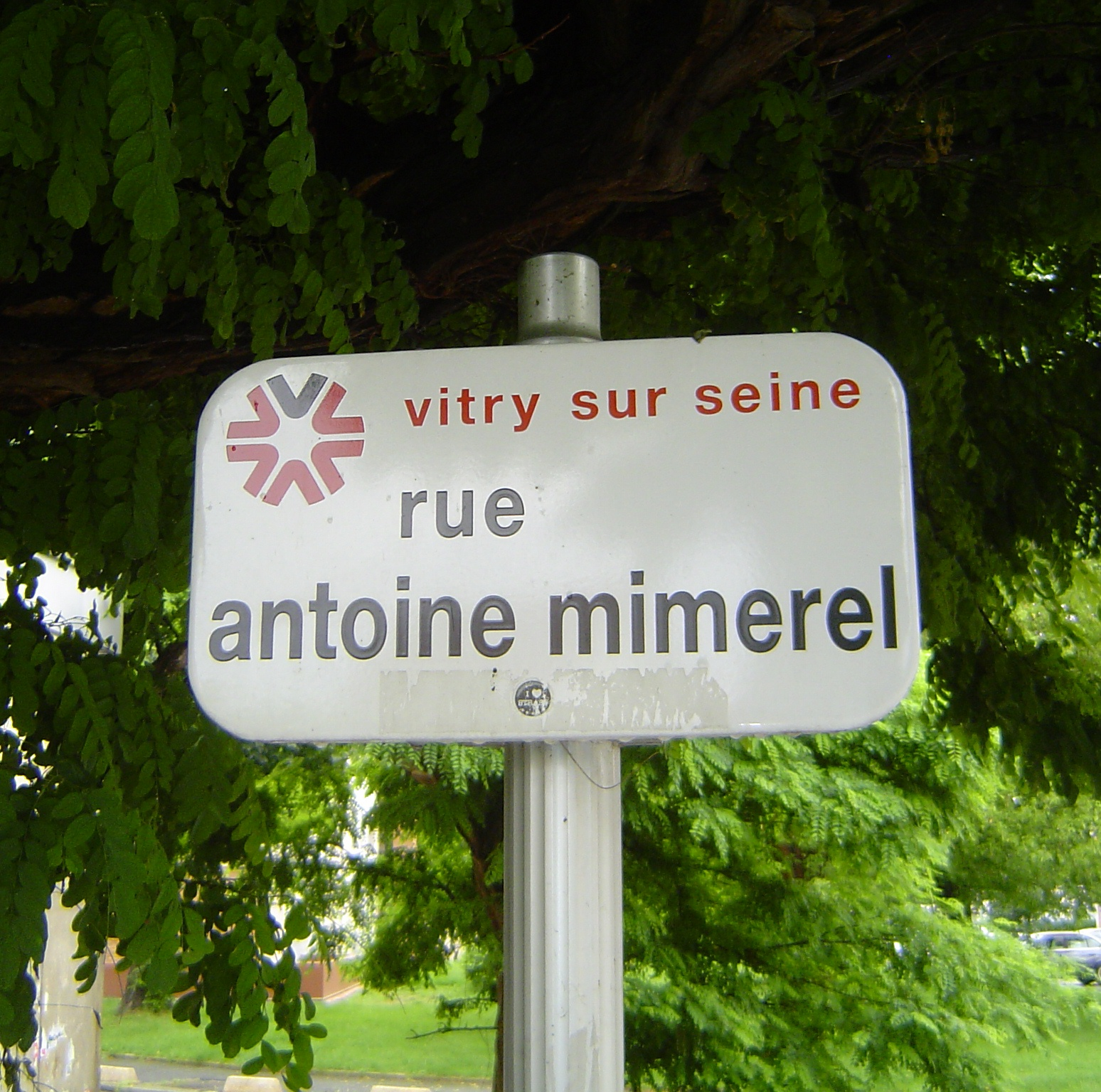

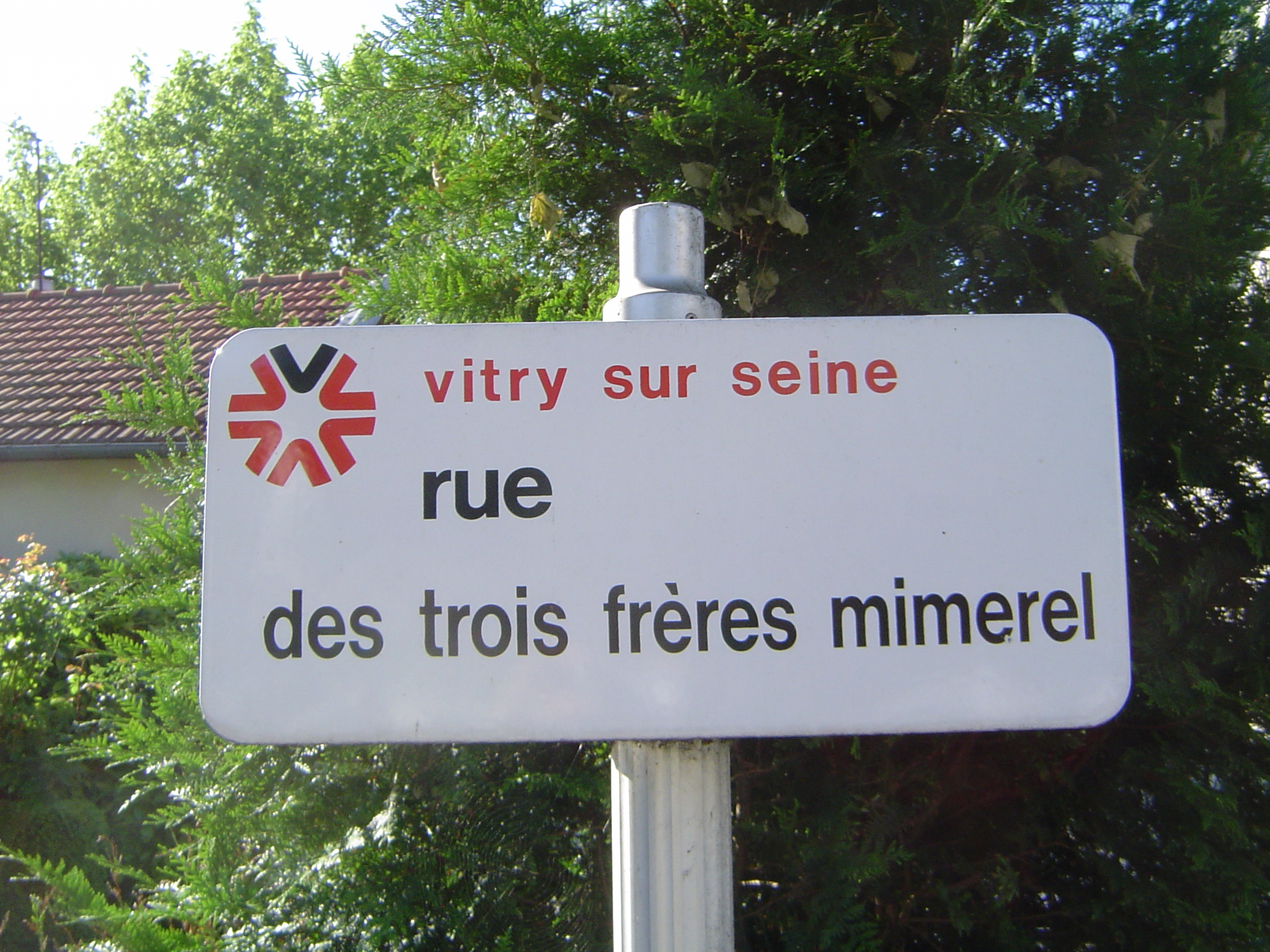

Une « rue Antoine Mimerel » et une « rue des trois frères Mimerel » existent à Vitry-sur-Seine, au sein de la cité-jardin du « Moulin vert » : en hommage à Antoine Mimerel (1854-1939) et à ses trois fils morts pour la France (Jacques Antoine Floris Édouard, avocat à la Cour, mort pour la France le 20 août 1914 ; Jean Baptiste Eugène, saint-cyrien, mort au champ d'honneur le 1er septembre 1914 ; Marc Édouard Firmin, mort au champ d'honneur à Verdun le 12 juin 1916). Ce sont des rues, à l'origine privées qui sont passées dans le domaine public en 1946 sans changer de nom.
Depuis le 14 novembre 1890, une rue de Roubaix porte le nom d'« Auguste Mimerel ». Cette rue a été ouverte au sein du parc de sa propriété.

## Armoiries
Les Mimerel portent depuis la publication de l'Armorial de 1696 les armes suivantes : D'or, à deux pals dentelés d'azur.
Auguste, comte Mimerel, reçut en 1866, par concession impériale, les armoiries suivantes : Écartelé, au 1, de gueules, à une roue d'horloge d'argent ; au franc quartier de Comte-sénateur, qui est, d'azur, au miroir d'or en pal, autour duquel se tortille et se mire un serpent d'argent ; au 2, d'argent à un navire de sable équipé, voguant sur une mère du même ; au 3, d'or, à une tour ouverte de sable ; au 4, de sinople, à un canal d'argent ondé, maçonné sur les bords.

## Pour approfondir